# Daubach (Hunsrück)

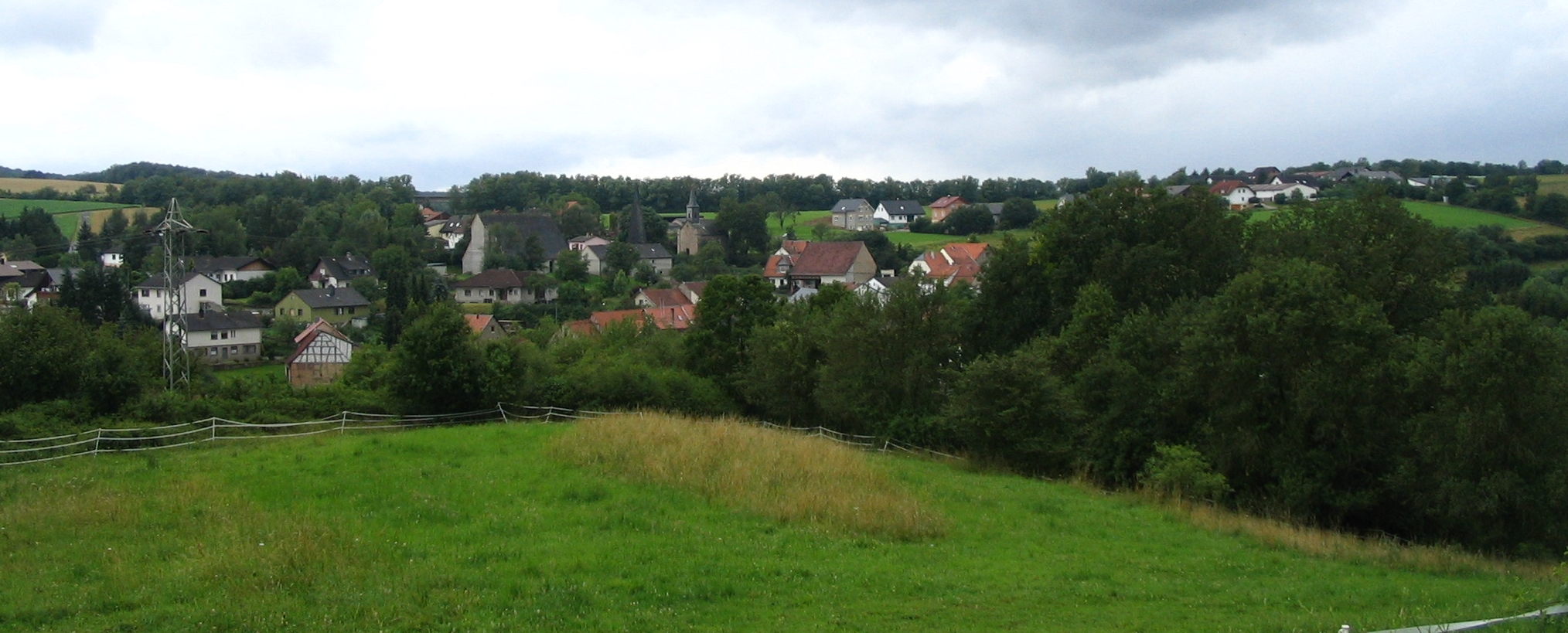
Daubach aus nördlicher Richtung

Daubach ist eine Ortsgemeinde im Landkreis Bad Kreuznach in Rheinland-Pfalz. Sie gehört der Verbandsgemeinde Nahe-Glan an und liegt an der Naheweinstraße.

## Geographie
Sie liegt im südlichen Hunsrück nördlich von Bad Sobernheim. Im Südwesten befindet sich Auen, im Nordwesten das verlassene Eckweiler und nordöstlich liegt Rehbach.
Zu Daubach gehören auch die Wohnplätze Birkenhof und Sonnenhof.

## Bevölkerung
Statistik zur Einwohnerentwicklung
Die Entwicklung der Einwohnerzahl von Daubach, die Werte von 1871 bis 1987 beruhen auf Volkszählungen:
| Jahr | Einwohner |
| ---- | --------- |
| 1815 | 149       |
| 1835 | 177       |
| 1871 | 169       |
| 1905 | 188       |
| 1939 | 151       |
| 1950 | 147       |
| 1961 | 121       |

| Jahr | Einwohner |
| ---- | --------- |
| 1970 | 127       |
| 1987 | 195       |
| 1997 | 209       |
| 2005 | 234       |
| 2011 | 226       |
| 2017 | 216       |
| 2023 | 223       |

## Politik

### Bürgermeister
Ortsbürgermeister ist Harald Klotz. Bei der Kommunalwahl am 26. Mai 2019 wurde er mit einem Stimmenanteil von 85,61 % in seinem Amt bestätigt.
Er wurde im Juni 2024 wiedergewählt.

### Wappen
| Wappen von Daubach | Blasonierung: „Einen rot-silbernen geschachteten Schild, belegt mit einem grünen Wellenbalken.“                              |
| Wappen von Daubach | Wappenbegründung: Der Wellenbalken verweist auf den Ortsnamen und das Schachbrettmuster erinnert an die Grafschaft Sponheim. |

## Verkehr
8 km südlich von Daubach verläuft die Bundesstraße 41 und die Bahnstrecke Bingen–Saarbrücken (Bahnhof Bad Sobernheim).

## Persönlichkeiten
Bettina Dickes (* 1971), Politikerin und Abgeordnete des Rheinland-Pfälzischen Landtags, lebte als Kind einige Zeit in Daubach.